# Lekėčiai
Lekėčiai is een plaats in het Litouwse district Marijampolė. De plaats telt 1040 inwoners (2001).